# Terrarium (hoorspel)
Terrarium is een hoorspel van Ireneusz Iredynski.
Het hoorspel werd op 31 oktober 1976 door de Süddeutscher Rundfunk uitgezonden. Karel Ruyssinck vertaalde het en de BRT zond het uit op 19 maart 1978. De regisseur was Herman Niels. De uitzending duurde 30 minuten.

## Rolbezetting
- Cara van Wersch
- Herbert Flack

## Inhoud
Een jonge arts en een 56-jarige toneelspeelster, die hij als patiënte moet verzorgen, zijn in gesprek. De herinneringen uit de kinderjaren van de vrouw, haar schitterende toneelcarrière en haar erotische escapades geven de arts beetje per beetje uitsluitsel over een stap die de toneelspeelster meent te moeten zetten en die de overschrijding van de drempel naar de ouderdom zou betekenen…